# Mars Hill (Maine)
Mars Hill ist eine Town im Aroostook County des Bundesstaates Maine in den Vereinigten Staaten und liegt direkt an der Grenze zu Kanada. Im Jahr 2020 lebten dort 1360 Einwohner in 655 Haushalten auf einer Fläche von 91,2 km².

## Geographie
Nach dem United States Census Bureau hat Freedom eine Gesamtfläche von 91,17 km², von der 90,99 km² Land sind und 0,18 km² aus Gewässern bestehen.

### Geographische Lage
Mars Hill liegt zentral an der östlichen Grenze des Aroostook Countys, an der Grenze zu Kanada. Die höchste Erhebung im eher ebenen Geländer ist der Mars Hill im Osten der Town. Er ist 531 m hoch. Durch den Westen von Mars Hill fließt in südlicher Richtung der Prestile Stream. Er mündet in den Saint Johns River. Auf dem Gebiet der Town gibt es mehrere kleine Seen. Im Südwesten der Winslow Lake und der Easterbrook Lake sowie im Südwesten der McPherson Lake.

### Nachbargemeinden
Alle Entfernungen sind als Luftlinien zwischen den offiziellen Koordinaten der Orte aus der Volkszählung 2010 angegeben.
- Norden: Easton, 3,2 km
- Osten: Wicklow Parish, New Brunswick, Kanada 27,2 km
- Süden: Blaine, 3,2 km
- Westen: Westfield, 13,4 km

### Stadtgliederung
Es gibt auf dem Gebiet der Town Mars Hill nur ein Siedlungsgebiet, welches auch den Namen Mars Hill trägt.

### Klima
Die mittlere Durchschnittstemperatur in Mars Hill liegt zwischen −12,2 °C (10° Fahrenheit) im Januar und 19,4 °C (67° Fahrenheit) im Juli. Damit ist der Ort gegenüber dem langjährigen Mittel Maines im Winter um etwa 3,5 Grad kühler, während das Sommerhalbjahr weitgehend dem Mittel Maines entspricht. Die Schneefälle zwischen Oktober und Mai, mit einem Spitzenwert von etwa 62 cm im Januar, liegen mit bis zu drei Metern etwa dreifach so hoch wie die mittlere Schneehöhe in den USA, die tägliche Sonnenscheindauer liegt am unteren Rand des Wertespektrums der USA.

## Geschichte

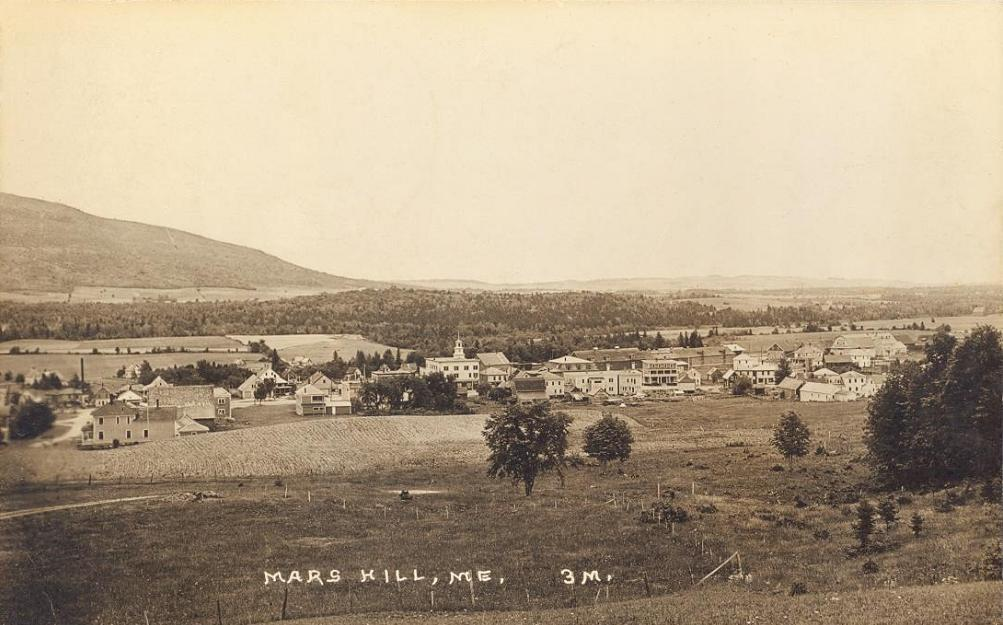
Blick auf Mars Hill, etwa 1915

Als erster bekannter Siedler ließ sich der Kanadier Hezekiah Mars am Fuß des Hügels nieder, der später nach ihm Mars Hill benannt wurde und somit auch zum Namensgeber für den Ort wurde. Um 1834 siedelten weitere Menschen in der Gegend als Holzfäller. Nach dem Aroostook-Krieg rodeten die Bewohner des Ortes im Jahr 1842 die Grenzlinie zu Kanada und stellten Eisenpfähle als Grenzmarken auf. Dennoch siedelten weiterhin viele Familien aus Kanada am Fuß des Mars Hill. 1860 wurde die erste Schule des Ortes eröffnet. Mit steigendem Holzbedarf nach Ende des Amerikanischen Bürgerkrieges wuchs der Ort, es wurden Straßen angelegt und mehr und mehr Land für die Landwirtschaft gerodet.
1892 wurde der Ort an das Eisenbahnnetz angeschlossen. In der Folge kam es vermehrt zu Geschäftsgründungen, und eine Bank und ein Kino wurden eröffnet. 1912 wurde ein kleines Gemeindekrankenhaus gebaut, das Platz für fünf bis sechs Patienten bot. 1922 zerstörte ein Brand viele Häuser, darunter eine neue Schule. 1937 wurde die erste Bibliothek des Ortes eröffnet. Auf dem Mars Hill befindet sich der erste Windpark des nördlichen Maine.

### Einwohnerentwicklung
| Volkszählungsergebnisse – Town of Mars Hill, Maine | Volkszählungsergebnisse – Town of Mars Hill, Maine | Volkszählungsergebnisse – Town of Mars Hill, Maine | Volkszählungsergebnisse – Town of Mars Hill, Maine | Volkszählungsergebnisse – Town of Mars Hill, Maine | Volkszählungsergebnisse – Town of Mars Hill, Maine | Volkszählungsergebnisse – Town of Mars Hill, Maine | Volkszählungsergebnisse – Town of Mars Hill, Maine | Volkszählungsergebnisse – Town of Mars Hill, Maine | Volkszählungsergebnisse – Town of Mars Hill, Maine | Volkszählungsergebnisse – Town of Mars Hill, Maine |
| Jahr                                               | 1800                                               | 1810                                               | 1820                                               | 1830                                               | 1840                                               | 1850                                               | 1860                                               | 1870                                               | 1880                                               | 1890                                               |
| -------------------------------------------------- | -------------------------------------------------- | -------------------------------------------------- | -------------------------------------------------- | -------------------------------------------------- | -------------------------------------------------- | -------------------------------------------------- | -------------------------------------------------- | -------------------------------------------------- | -------------------------------------------------- | -------------------------------------------------- |
| Einwohner                                          |                                                    |                                                    |                                                    |                                                    |                                                    |                                                    | 201                                                | 399                                                | 716                                                | 837                                                |
| Jahr                                               | 1900                                               | 1910                                               | 1920                                               | 1930                                               | 1940                                               | 1950                                               | 1960                                               | 1970                                               | 1980                                               | 1990                                               |
| Einwohner                                          | 1183                                               | 1511                                               | 1783                                               | 1837                                               | 1886                                               | 2060                                               | 2062                                               | 1875                                               | 1892                                               | 1760                                               |
| Jahr                                               | 2000                                               | 2010                                               | 2020                                               | 2030                                               | 2040                                               | 2050                                               | 2060                                               | 2070                                               | 2080                                               | 2090                                               |
| Einwohner                                          | 1480                                               | 1493                                               | 1360                                               |                                                    |                                                    |                                                    |                                                    |                                                    |                                                    |                                                    |

## Wirtschaft und Infrastruktur

### Verkehr
Der U.S. Highway 1 erreicht Mars Hill im Süden und verlässt die Town im Westen. Im Village von Mars Hill zweigt der U.S. Highway 1A in nördliche Richtung ab. Die Bahnstrecke Brownville–Saint-Leonard führt durch Mars Hill.
Der nächstgelegene Flughafen mit Linienflugangebot befindet sich in Presque Isle.

### Öffentliche Einrichtungen
In Mars Hill befindet sich die WTA Hansen Memorial Library. Die auch als Bibliothek für die Bewohner der umliegenden Gemeinden ein Anlaufpunkt ist.
In Mars Hill gibt es zwei medizinische Einrichtungen. Weitere finden sich in Presque Isle.

### Bildung
Mars Hill gehört mit Blaine und dem nicht mehr eigenständigem E-Township zum Maine School Administrative District #42
In Mars Hill werden folgende Schulen angeboten:
- Fort Street Elementary School
- Central Aroostook Jr.-Sr. High School